# Kotuszów (Sainte-Croix)
Pour les articles homonymes, voir Kotuszów.
Kotuszów est une localité polonaise de la gmina de Szydłów, située dans le powiat de Staszów en voïvodie de Sainte-Croix.